# HMNK Vrgorac
Hrvatski malonogometni klub Vrgorac (HMNK Vrgorac; Vrgorac) je futsal klub iz Vrgorca, Splitsko-dalmatinska županija.   
Klub je osnovan 1999. godine, na temelju bivših vrgoračkih klubova "Vrgorac" i "Kavadaro" te "Pume" iz Podprologa. Od 1999. do 2003. godine klub je uglavnom nastupao po malonogometnim turnirima. U službena natjecanja se uključuje u sezoni 2003./04. u 2. HMNL - Jug, koju osvaja u sezoni 2006./07., a otad je član 1. HMNL. Nastupao je i pod sponzorskim imenima "Vrgorac Pivac" i "Vrgorac GTP". 

## Uspjesi
1. HMNL
- doprvak: 2011./12., 2012./13., 2018./19.

2. HMNL - Jug
- prvak: 2006./07.
- doprvak: 2005./06.

Hrvatski malonogometni kup
- finalist: 2017./18., 2020./21.

## Plasmani po sezonama
| sezona        | rang    | liga                   | pozicija     | doigravanje           | napomena |
| Vrgorac       | Vrgorac | Vrgorac                | Vrgorac      | Vrgorac               | Vrgorac  |
| ------------- | ------- | ---------------------- | ------------ | --------------------- | -------- |
| 2003./04.     | II.     | 2. HMNL - Jug          | 7. / 9       |                       | [ 1 ]    |
| Vrgorac Pivac |         |                        |              |                       |          |
| 2004./05.     | II.     | 2. HMNL - Jug          | 6. / 10      |                       | [ 2 ]    |
| 2005./06.     | II.     | 2. HMNL - Jug          | 2. / 10      |                       |          |
| 2006./07.     | II.     | 2. HMNL - Jug          | 1. / 12      |                       |          |
| 2006./07.     | II.     | Liga za prvaka 2. HMNL | 2. / 4       | dodatne kvalifikacije |          |
| 2007./08.     | I.      | 1. HMNL                | 7. / 12      | četvrtzavršnica       |          |
| 2008./09.     | I.      | 1. HMNL                | 5. / 12      | četvrtzavršnica       |          |
| 2009./10.     | I.      | 1. HMNL                | 11. / 14     | ne                    |          |
| Vrgorac       |         |                        |              |                       |          |
| 2010./11.     | I.      | 1. HMNL                | 3. / 13 (14) | poluzavršnica         |          |
| 2011./12.     | I.      | 1. HMNL                | 2. / 12      | doprvak               |          |
| Vrgorac GTP   |         |                        |              |                       |          |
| 2012./13.     | I.      | 1. HMNL                | 2. / 12      | doprvak               |          |
| 2013./14.     | I.      | 1. HMNL                | 8. / 11      | ne                    |          |
| 2014./15.     | I.      | 1. HMNL                | 5. / 12      | četvrtzavršnica       |          |
| Vrgorac       |         |                        |              |                       |          |
| 2015./16.     | I.      | 1. HMNL                | 4. / 12      | poluzavršnica         |          |
| 2016./17.     | I.      | 1. HMNL                | 8. / 12      | ne                    |          |
| 2017./18.     | I.      | 1. HMNL                | 4. / 12      | četvrtzavršnica       |          |

## Vanjske poveznice
- facebook.com/HMNKVrgorac1999, facebook stranica
- hmnkvrgorac.com, wayback arhiva
- futsalplanet.com, HMNK Vrgorac, profil kluba
- crofutsal.com, MNK Vrgorac